# Gerónimo Berroa
República Dominicana
Gerónimo Emiliano Berroa (nacido el 18 de marzo de 1965 en Santo Domingo) es un ex jardinero derecho dominicano que jugó en las Grandes Ligas de Béisbol. Jugó para nueve equipos en las Grandes Ligas desde 1989 hasta 2000, también jugó una temporada en la Organización Coreana de Béisbol en 2002.
Firmado por los Azulejos de Toronto como amateur en 1983, rápidamente se abrió camino a través de las ligas menores, finalmente haciendo su debut en Grandes Ligas con los Bravos de Atlanta el 5 de abril de 1989. La mejor temporada de Berroa fue en 1996, cuando bateó 36  jonrones con 106 carreras impulsadas para los Atléticos de Oakland. En 11 temporadas en Grandes Ligas, bateó 101 jonrones, tuvo 692 hits, y 510 ponches. Berroa también jugó para los Rojos de Cincinnati, Marlins de la Florida, Orioles de Baltimore, Indios de Cleveland, Tigres de Detroit, Azulejos de Toronto y Dodgers de Los Ángeles. Jugó para los Gigantes Lotte de la KBO en 2002.
El 20 de diciembre de 2007, Berroa fue acusado por el ex lanzador de Grandes Ligas Jason Grimsley de uso de esteroides anabólicos en el acta notarial de un agente federal.

## Liga Dominicana
Apodado "Señor Enero" en la Liga Dominicana, Berroa debutó con los Tigres del Licey (1985-87), luego pasó a los Leones del Escogido (1987-1996). Terminó con .247 de promedio, 616 hits, 144 dobles, 10 triples, 38 jonrones, 336 carreras remolcadas en 764 y 2,498 veces al bate.